# Lithocarpus bolovenensis
Lithocarpus bolovenensis är en bokväxtart som beskrevs av Aimée Antoinette Camus. Lithocarpus bolovenensis ingår i släktet Lithocarpus och familjen bokväxter.
Artens utbredningsområde är Laos. Inga underarter finns listade.